# Dicranomyia (Caenoglochina) acuminata
Dicranomyia (Caenoglochina) acuminata is een tweevleugelige uit de familie steltmuggen (Limoniidae). De soort komt voor in het Neotropisch gebied.